# Воронец (монастырь)
Монастырь Воронец (рум. Mănăstirea Voroneț) — монастырь Сучавской архиепископии Румынской православной церкви, расположенный в деревне Воронец около города Гура-Гуморулуй. Монастырь известен своим кафоликоном — церковью Георгия Победоносца, расписанной как с внутренней, так и с внешней стороны, и занесённой в 1993 году в список Всемирного наследия ЮНЕСКО (объект «Церкви исторической области Молдова»).

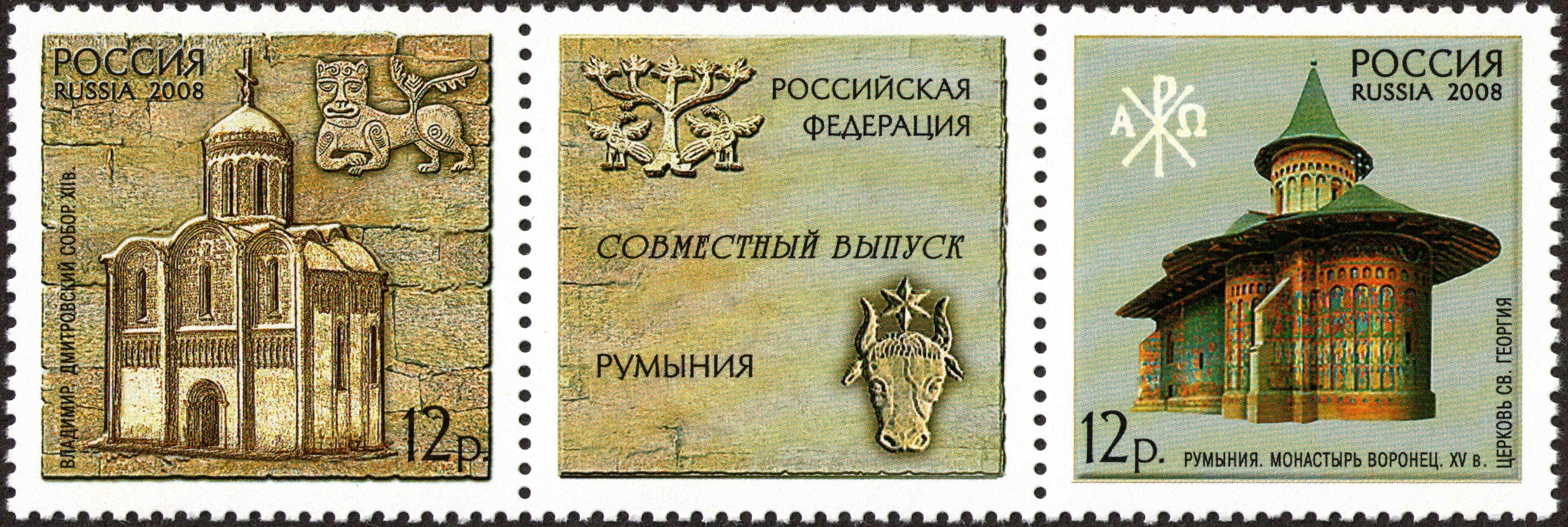
Марка России с изображением монастыря Воронец. Совместный выпуск с Румынией

Монастырь был основан правителем Молдавского княжества Стефаном III Великим в честь победы в Васлуйской битве и строился с мая по ноябрь 1488 года. По легенде, Стефан в один из неблагоприятных для него моментов войны с Османской империей пришёл к жившему в Воронце монаху Даниилу Отшельнику за советом. После победы в битве он сдержал данное Даниилу обещание и основал в Воронце монастырь, посвятив главную церковь святому Георгию, принёсшему победу в битве. О том, что церковь была построена в 1488 году менее чем за четыре месяца, сообщает надпись над её входом.
В монастыре Воронец в монашество был пострижен Григорий Рошка, в будущем митрополит Молдавский (предположительно, Даниилом Отшельником).
Церковь Святого Георгия включает три апсиды, алтарную часть, центральную часть (неф) с башней и портик. В 1547 году Григорий Рошка пристроил с западной стороны церкви притвор. Церковь — единственное сохранившееся историческое здание монастыря.
Фрески Воронца характерны преобладанием синего цвета. Наиболее ярким проявлением этого синего тона считается выполненная на внешней стене в 1547 году фреска Страшного суда.
В монастыре похоронен святой Даниил Отшельник. При коммунистической власти монастырь был закрыт и восстановлен лишь в 1991 году как женский.